# پرونده کورسیکان
پرونده کورسیکان (به فرانسوی: L'Enquête Corse) یک فیلم کمدی اکشن فرانسوی به کارگردانی آلن بربریان با بازی کریستیان کلاویه و ژان رنو که در سال ۲۰۰۴ منتشر شد. این بر اساس کتاب کمیک به همین نام، یکی از داستان‌های مجموعه جک پالمر اثر رنه پتیون است. فیلم داستان فرار یک کاراگاه خصوصی جک پالمر، با نام مستعار رمی فرانسوا را دنبال می‌کند، که در تلاش برای یافتن مردی است که در جزیره کرس زندگی می‌کند و قرار است ملکی را از وصیت نامه به ارث ببرد.

## داستان
رمی فرانسوا کارآگاهی است که برای پیدا کردن آنژ لئونی، یک کورسیکانی که ظاهراً خانه‌ای ۲ میلیون یورویی را به ارث برده است، استخدام می‌شود.